# Paduka

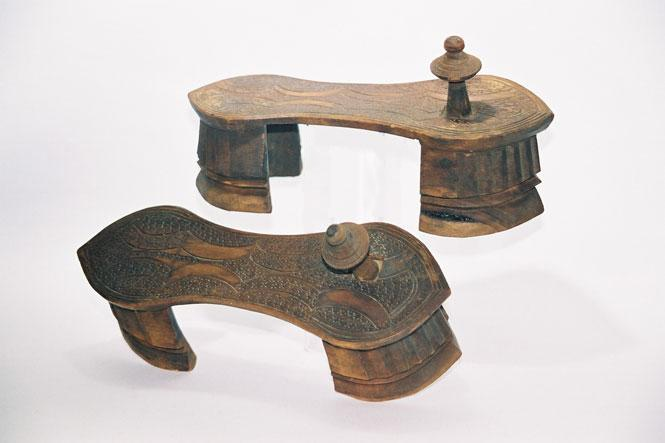
Paduka ornate a suola alta che fecero parte del corredo di una sposa.

Le Paduka sono calzature tra le più antiche dell'India. Esse sono composte da una suola e un piccolo montante con pomello che si infila tra l'alluce e il secondo dito.